# Mikita Muraszka
Mikita Witaljewicz Muraszka (błr. Мікіта Вітальевіч Мурашка; ur. 27 września 2003) – białoruski zapaśnik walczący w stylu klasycznym. Zajął czternaste miejsce na mistrzostwach świata w 2024.
Brązowy medalista olimpijskiego festiwalu młodzieży Europy w 2019. Drugi na ME kadetów w 2017 roku.